# Jean France
Jean France, né le 1er mai 1861 à Neuville-sur-Saône (Rhône) et mort le 25 mars 1937 à Paris (17e arrondissement), est un commissaire de police et auteur français.

## Biographie
De 1880 à 1894, il est chargé d'une classe élémentaire au lycée de Chambéry.
En 1894, il quitte l'enseignement pour entrer dans la police et devient inspecteur spécial, puis commissaire spécial de police adjoint à Bellegarde, Annemasse et à la Direction de la Sûreté générale à Paris. Il est détaché pour l’exécution des Inventaires à Nantes (du 23 novembre au 8 décembre 1906), puis à Vannes (du 22 janvier au 2 février 1907).
Le 1er avril 1907, il devient le tout premier chef du Service des renseignements généraux de police administrative nouvellement créé, dont il conserve la direction jusqu'en 1913.
Une fois en retraite, il écrit divers livres et articles sur les grandes affaires policières ayant marqué la Troisième République.
Chevalier (1909), puis officier (1920) de la Légion d'honneur.

## Œuvres

### Ouvrages
- Trente ans à la rue des Saussaies. Ligues et complots, Paris, Librairie Gallimard, coll. « Sous la Troisième » (no 8), 1931, 247 p..
- Souvenirs de la Sûreté générale. Autour de l'Affaire Dreyfus, Paris, Éditions Rieder, 1936, 310 p..

### Articles
- « Vingt ans d'illusionnisme », Détective, Paris, Librairie Gallimard, no 79,‎ mai 1930, p. 12-13 (lire en ligne) (sur l'affaire Thérèse Humbert).
- « La vérité sur Bolo Pacha », Détective, Paris, Librairie Gallimard, no 120,‎ février 1931, p. 11-14 (lire en ligne) (sur l'affaire Bolo Pacha).